# Урюпино (Забайкальский край)
Урю́пино — село в Газимуро-Заводском районе Забайкальского края России. Входит в состав сельского поселения «Кактолгинское».

## География
Село находится в северной части Забайкальского края, на левом берегу реки Аргунь, вблизи государственной границы с Китаем, на расстоянии примерно 174 км (по прямой) к северо-востоку от села Газимурский Завод, административного центра района. Абсолютная высота — 366 м над уровнем моря.
Часовой пояс
Село Урюпино находится в часовой зоне МСК+6. Смещение применяемого времени относительно UTC составляет +9:00.

## Население
| 2010 | 2021 |
| ---- | ---- |
| 4    | ↘1   |

Половой состав
По данным Всероссийской переписи населения 2010 года, в гендерной структуре населения мужчины составляли 50 %, женщины — соответственно также 50 %.
Национальный состав
Согласно результатам переписи 2002 года, в национальной структуре населения русские составляли 100 % из 5 чел.

## Улицы
Уличная сеть села состоит из одной улицы (ул. Метеорологическая).